# NGC 6231
NGC 6231 is een open sterrenhoop in het sterrenbeeld Schorpioen. Het hemelobject ligt ongeveer 5900 lichtjaar van de Aarde verwijderd en werd in 1654 ontdekt door de Italiaanse astronoom Giovanni Battista Hodierna. Hij catalogeerde het object als Luminosae. Later werd het nog - onafhankelijk van Hodierna - meerdere malen waargenomen: door Edmond Halley (1678), door Jean-Philippe de Chéseaux (1745-1746) en door Nicolas Louis de Lacaille (1751-1752).
De open sterrenhoop is ongeveer 3,2 miljoen jaar oud en nadert het zonnestelsel met een snelheid van 22 km/s.

## Synoniemen
- OCL 997
- ESO 332-SC6